# Ecebolio
Ecebolio (in latino: Ecebolius; fl. 340–363) è stato un filosofo romano. Fu particolarmente noto per passare disinvoltamente dalla religione pagana a quella cristiana in relazione alla religione favorita dall'imperatore romano al potere.

## Biografia
Il suo nome è alquanto raro, ed era originariamente un epiteto di Apollo all'interno dell'Iliade; per tale motivo è probabile che fosse originariamente pagano. Aveva probabilmente origini cappadocie.
Secondo Socrate Scolastico, sotto il regno dell'imperatore Costanzo II si dimostrò un cristiano convinto: poiché Costanzo cercò di allontanare i pagani dai posti di insegnamento pubblico, è possibile che Ecebolio si sia convertito per ottenere una delle cattedre a sovvenzione imperiale a Costantinopoli. Intorno al 340, infatti, Ecebolio era cristiano, e insegnante di retorica del futuro imperatore Giuliano; probabilmente ciò implica che fosse uno dei migliori sofisti in circolazione, sebbene Libanio parli negativamente dell'insegnante cristiano di retorica di Giuliano (senza nominarlo): forse ciò è dovuto al fatto che Giuliano non frequentasse Libanio, sebbene lo apprezzasse, e che il retore antiocheno attribuisse questo comportamento alle istruzioni del suo insegnante di retorica (secondo Socrate Scolastico, invece, fu Costanzo II a non volere che Giuliano frequentasse un insegnante pagano).
Ecebolio va probabilmente identificato con l'anonimo retore sofista di origine cappadocia menzionato da Libanio, il quale aveva aspirato al posto pubblico ottenuto dal suo rivale: se così fosse, Ecebolio sarebbe stato nominato nel 342 retore massimo da parte dell'imperatore in persona (che probabilmente lo stimava in quanto insegnante di suo cugino Giuliano), su richiesta del Senato. All'epoca Ecebolio sarebbe stato alquanto giovane, in quanto secondo Libanio avrebbe vinto solo una competizione di retorica, fino a quel momento. L'anonimo retore (Ecebolio) sarebbe stato anche ostile a Libanio, e sarebbe stato coinvolto nel complotto contro il retore antiocheno che portò alla sua espulsione da Costantinopoli. Ecebolio potrebbe anche essere l'omonimo funzionario egiziano menzionato con sfavore da Libanio in una delle sue lettere: la lettera è datata alla primavera del 361, e potrebbe indicare che Ecebolio fosse stato nominato in questa funzione da Costanzo.
Quando Giuliano salì al trono, iniziò a nominare nella sua amministrazione solo pagani; Ecebolio divenne nuovamente uno zelante pagano, come fecero altri cristiani, forse per mantenere i suoi incarichi. Nello specifico, la sua scelta di abbandonare il Cristianesimo potrebbe essere collegata alla legge promulgata da Giuliano nel giugno 362, secondo cui ai sofisti cristiani era proibito insegnare: per mantenere la sua posizione a corte, Ecebolio avrebbe quindi scelto di tornare a sacrificare in onore degli dèi.
Alla morte dell'imperatore, tornò a professarsi cristiano. Secondo Socrate Scolastico, si sarebbe prostrato per terra di fronte a una casa di preghiere, implorando perdono.
L'unica lettera in cui Giuliano menziona il suo antico maestro è oggetto di dubbi di autenticità.